# Anonymous (collectief)
Anonymous is een internationaal collectief en een internationale beweging van activisten en hacktivisten. Anonymous is bekend geworden door een reeks acties en cyberaanvallen op onder andere websites van (meestal) corrupte bedrijven, organisaties en overheden.

## Activiteiten

### Operation Payback
Enkele Bollywood-bedrijven huurden in 2010 een ander bedrijf genaamd "Airplex Software" in om DDoS-aanvallen uit te voeren op websites die niet reageerden op de berichten die verzochten om software neer te halen. Als reactie reageerden piraterij-activisten in september 2010 hierop met Operation Payback als vergelding. Het oorspronkelijke plan was om Airplex Software rechtstreeks aan te vallen, maar enkele uren voor de geplande DDoS-aanval bleek dat iemand anders de website van de onderneming al neergehaald had. De focus van Operation Payback verschoof zich toen naar aanvallen op websites van organisaties voor een streng auteursrecht, advocatenkantoren en andere websites. Dit groeide uit tot meerdere DDoS-aanvallen tegen anti-piraterijgroepen en advocatenkantoren.

### WikiLeaks
De website WikiLeaks kwam eind 2010 onder grote druk te staan om te stoppen met het publiceren van geheime diplomatieke post van de Verenigde Staten. Als reactie kondigde Anonymous zijn steun aan WikiLeaks aan. Operation Payback veranderde zijn focus om WikiLeaks te steunen en lanceerde onder de codenaam Operation Avenge Assange DDoS-aanvallen op PayPal, MasterCard, VISA en de Zwitserse bank PostFinance, als vergelding voor vermeend anti-WikiLeaksgedrag. Deze bedrijven blokkeerden of sloten rekeningen en wilden geen betalingen aan WikiLeaks meer verzorgen. Door de aanvallen werd op 8 december de website van MasterCard tien uur lang platgelegd. Ook zou volgens een onderzoeker van PandaLabs door Anonymous een aanval zijn geopend om de website van de Zweedse openbaar aanklager lam te leggen toen de borgtocht voor Julian Assange in verband met zijn uitlevering aan Zweden geweigerd was. Op 9 december volgden PayPal als doelwit, omdat het bedrijf had besloten geen betalingen meer aan WikiLeaks te verzorgen, en Amazon als doelwit omdat het WikiLeaks als hostingprovider offline had gehaald.
Op 10 december bracht Anonymous tevens een manifest naar buiten om de "vrije wereld" te informeren over de intenties, het streven naar een vrije stroom van informatie, vrijheid van meningsuiting en een vrij gebruik van het internet. Wat echter haaks staat op het uit de lucht halen van websites van andersdenkenden. Ze erkennen dat niet iedereen het eens zal zijn met hen, maar ze geloven dat ze ook voor die mensen strijden zodat niemand het zwijgen zal worden opgelegd. Anonymous vraagt de wereld tevens om steun, maar niet voor de groepering zelf, maar voor ieder individu op de wereld. Ze geven te kennen dat de acties mogelijk onrechtvaardig lijken. Maar ze vinden ook dat in deze tijd, waarin de vrijheid van meningsuiting wordt aangevallen door de mensen die deze vrijheid eigenlijk zouden moeten beschermen, dit soort maatregelen nodig zijn.
Op 20 juli 2011 werden verschillende leden van deze groep gearresteerd van wie vier in Nederland.

### Aanval op pedofielenvereniging
Pedofielenvereniging MARTIJN meldde naar aanleiding van de Amsterdamse zedenzaak, een reeks zedendelicten waarbij tientallen kinderen in de leeftijd van nul tot vier jaar misbruikt of zelfs verkracht waren, dat een van de verdachten lid van die vereniging was geweest. MARTIJN maakte dit op zijn website bekend.
Naar aanleiding van deze zedenzaak werd de site van MARTIJN platgelegd door Anonymous.
Enkel Richard van O. was voor een korte tijd actief voor de vereniging en zorgde enkel voor de lay-out van het blad, dat toen nog in enkele winkels te koop was. De verspreiding werd door het toenmalig bestuur gedaan.
Anonymous maakte ook de e-mailadressen van gebruikers van het forum van MARTIJN openbaar.
Ook werd Ad van den Berg opgepakt nadat het rapport van Stop Pedofilie Nu (SPN) online werd gezet. Dit rapport bevatte verscheidene postings op de forumwebsite van de vereniging waarin kindermisbruik beschreven en aangemoedigd werd. Ook bevatte het rapport een lijst van e-mailadressen van leden.

### Operation Titstorm
Operation Titstorm vond vanaf 10 februari 2010 plaats als protest tegen een voorstel van de Australische regering om internetaanbieders te verplichten goksites, bepaalde vormen van pornografie en andere 'ongewenste inhoud' tegen te houden. Tijdens de actie werden websites van de Australische regering door middel van DDoS-aanvallen platgelegd.

### Westboro Baptist Church
In een anoniem bericht werd op 16 februari 2011 een boodschap gepubliceerd waarin de leden van de Westboro Baptist Church in niet mis te verstane termen werden gewaarschuwd naar Kansas terug te gaan, alle activiteiten te staken en alle websites te sluiten op straffe van tegenmaatregelen. Dit gebeurde naar aanleiding van de demonstraties van die geloofsgemeenschap bij begrafenissen van burgers en militairen.
De kerk publiceerde op 19 februari een uitdagende boodschap, onder de kop Bring it On. Het bericht stelt dat "Anonymous met God in oorlog is" en sluit af met de woorden "God Hates Fags and Lousy Hackers". Op 22 februari maakte Anonymous in een persbericht bekend dat zij niet de oproep op hun website hebben geplaatst en doordat die door iedereen te bewerken is, blijft de verantwoordelijke persoon anoniem.

### Anonymous Seduction
In een anoniem bericht werd op 18 november 2011 een videoboodschap gepubliceerd waarin wordt ingegaan op de misleidende macht van televisie.

### Openbaring privégegevens
Door het hacken van Stratfor heeft Anonymous privégegevens (onder andere financiële) van honderdduizenden mensen op internet kunnen plaatsen. Onder de slachtoffers waren meer dan 250 Nederlanders.

### ArcelorMittal België

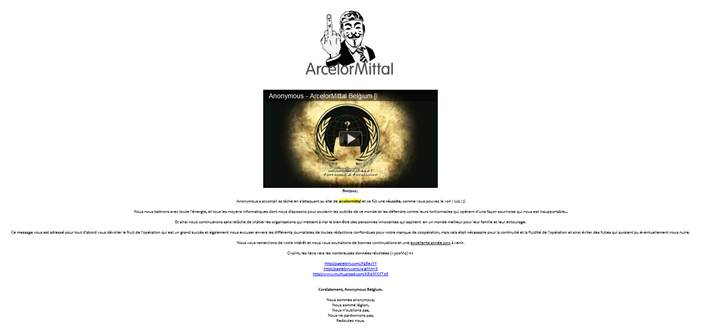
Zo zag de webpagina van ArcelorMittal België eruit na de aanval van het hackerscollectief Anonymous. Vooral de Belgische leden, onder de naam AnonOps Belgium, namen deel aan deze aanval.

ArcelorMittal werd op 6 januari 2012 in België belaagd door een aanval van een Belgische sectie van Anonymous, namelijk AnonOps Belgium. De beveiliging van de website werd omzeild en de website werd aangepast of gedefaced om ArcelorMittal België persoonlijk te wijzen op hun, al dan niet verkeerde, beslissingen.
De heer Mittal heropende in 2008 de hogetemperatuurfabriek van Cockerill in België naar aanleiding van de vraag naar staal en zorgen voor duizenden werknemers en de Belgische regering, met de mededeling dat dit een investering zou zijn op lange termijn. ArcelorMittal maakte in 2011 bekend dat het deze fabriek zou sluiten en meer dan zeshonderd werknemers op straat zouden belanden. Het werd echter geschat dat vierduizend mensen hun baan zouden verliezen door een vast besluit van de directie. De strategie van ArcelorMittal werd officieel veroordeeld door het Europees Parlement en de Belgische regering. Maar er was geen juridische oplossing mogelijk tegen deze gigantische onderneming.
AnonOps België veroordeelde de strategie van ArcelorMittal. Volgens hen was het onrechtvaardig dat er werknemers moesten lijden door de stommiteiten van een 'hoger iemand'. De organisatie wilde met deze actie aantonen, dat deze situatie onrechtvaardig en onaanvaardbaar was en hoopte via deze weg het verlies van de banen te voorkomen.

### Operation Blackout
Onder de naam Operation Blackout waarschuwt Anonymous voor vergeldingsacties ten gevolge van de PIPA- en SOPA-wetgeving. Operation MegaUpload is hier het eerste gevolg van. Ze dreigen ook dat ze hun grootste cyberterreuraanval ooit inzetten, waarbij onder andere PlayStation Network, Twitter, Facebook, Myspace en YouTube "op zwart" zullen worden gezet, wanneer MegaUpload niet binnen 72 uur weer volledig up-and-running is.

### Vergeldingsacties vanwege actie tegen MegaUpload
Uploadwebsite MegaUpload werd op 19 januari 2012, aan het eind van de avond, door de FBI uit de lucht gehaald. De reden hiervoor was het overtreden van anti-piraterijwetgeving. Kort hierna begon Anonymous met vergeldingsacties. Er werden verschillende websites uit de lucht gehaald waaronder de site van de Amerikaanse president Obama, de Motion Picture Association of America, de Recording Industry Association of America en verschillende Amerikaanse overheidsinstellingen. Er werd al snel over de grootste DDoS-aanval ooit gesproken.

### Vergeldingsacties vanwege aanslag op Charlie Hebdo
Na de aanslag op Charlie Hebdo op 7 januari 2015, een satirisch weekblad, kondigde Anonymous aan dat ze vergeldingsacties zouden uitvoeren op moslimextremisten door jihadistische websites en Twitteraccounts offline te halen. De groep gaf aan altijd gevochten te hebben voor de vrijheid van meningsuiting en de persvrijheid en dat het hun taak was om te reageren. De Franse website van Ansar Al Haqq werd als eerste uit de lucht gehaald.

### Vergeldingsacties vanwege aanslag op Parijs
Anonymous verklaarde in 2015 de oorlog aan de Islamitische Staat nadat zelfmoordterroristen 130 personen hadden gedood in de Franse hoofdstad. Naar eigen zeggen identificeerden ze duizenden Twitter-accounts die aan Islamitische Staat-sympathisanten zouden toebehoren. Deze accounts werden vervolgens door Twitter geblokkeerd.

### Anonymous haalt uit naar Donald Trump
Anonymous verklaarde op 12 december 2015 het niet eens te zijn met Donald Trump en zijn campagne. De officiële website van Trump was als protestactie voor meerdere uren offline gehaald door middel van DDoS-aanvallen.

### Anonymous steunt Black Lives Matter (BLM)
Na de dood van George Floyd (2020) liet de hackersgroep zich opnieuw horen. Door middel van berichten op accounts geassocieerd met Anonymous lieten ze hun steun zien voor de protesten die volgden na de dood van George Floyd. Ook de websites van de Minneapolis Police Department (MDP) en de stad Minneapolis werden offline gehaald, maar het is niet bevestigd of Anonymous hierachter zat.
In een Facebook-video geassocieerd met Anonymous door de outfit die werd gedragen, namelijk een Guy Fawkes-masker en een hoodie, werd solidariteit betuigd aan de demonstranten en werd de politie van Minneapolis beschuldigd van een trackrecord van geweld en corruptie.
De groep heeft eerder steun betuigd aan BLM en de strijd tegen politiegeweld, onder andere door een aantal activiteiten in 2014 na de dood van Michael Brown en de Ferguson protesten die daarop volgden.

### Anonymous haalt Russische websites uit de lucht
Op 25 februari 2022 maakte Anonymous verschillende Russische websites ontoegankelijk en publiceerde informatie van het Russische Ministerie van Defensie online in een zelfverklaarde cyberoorlog met Rusland. De acties van Anonymous zijn een reactie op de aanval op Oekraïne door Rusland.